# Pollieu
Pollieu település Franciaországban, Ain megyében. Lakosainak száma 167 fő (2022. január 1.). Pollieu Cressin-Rochefort, Flaxieu, Lavours, Marignieu és Magnieu községekkel határos.

## Népesség
A település népességének változása:
| Lakosok száma | 100  | 101  | 108  | 148  | 157  | 159  | 159  | 163  | 165  | 167  |
|               | 1968 | 1982 | 1990 | 2006 | 2013 | 2015 | 2017 | 2019 | 2020 | 2022 |